# J. F. Madan

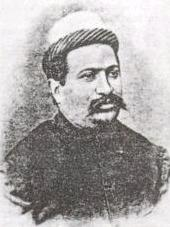
J. F. Madan

Jamsetji Framji Madan (1865-1923), também conhecido como J. F. Madan, foi um produtor de cinema indiano e foi um dos pioneiros do cinema na Índia.

## Carreira
Madan começou a sua carreia na Companhia Teatral Cooverji Nazir, como ator. Mais tarde ele adquiriu a companhia e construiu um vasto império comercial, que abrangia várias áreas de negócio: importação de produtos alimentares e bebidas alcoólicas, imóveis, seguros, filmes e equipamento apra cinema, e duas companhias teatrais em Calcutá. Faziam parte dessas companhias alguns bons atores e atrizes, além do notável dramaturgo Agha Hashr Kashmiri.
Em 1902 Madan organizou projecções de bioscópio em Calcutá. Estas tinham lugar em tendas e tornaram-se extremamente populares. Em 1907 ele estabeleceu o Elphinstone Picture Palace. Com isso Madan deu o primeiro passo para a expansão da sua rede de salas de teatros que depois se estendeu através da Índia, Birmânia e Ceilão (atualmente Sri Lanka).
O sucesso obtido incentivou Madan a produzir os seus próprios filmes. O primeiro foi Raja Harishchandra em 1917 e seguiu-se Bilwamangal em 1919. Ambos os filmes foram muito bem sucedidos.
Também em 1919 foi lançada a Madan Theatres Limited que se tornou na maior empresa de produção, distribuição e exibição de filmes na Índia. Além disso tornou-se o maior importador de filmes americanos.
Os cenários grandiosos tornaram-se a norma para Madan e as histórias mitologicas tinham todos os ingredientes necessários para um filme bem sucedido. Os personagens eram homens tremendamente corajosos e galantes e as mulheres eram reconhecidas pela sua beleza e inteligência. Madan foi também o primeiro a empregar diretores estrangeiros nos seus filmes e assim ele pode fazer os seus filmes atinger um novo grau de sofisticação. Como foi o caso do italiano Eugenio De Liguoro que dirigiu 7 filmes para a Madan Theatres. Estes incluíram Nala Damyanti e Dhruva Charitra. Em 1922 Camille Legrand, dos estúdios Pathe de Paris, dirigiu o filme Ratnavali. E este foi apenas um dos vários filmes que Legrand dirigiu para a Madan Theatres.
Madan morreu em 1923 e o seu império passou para as mãos de seu filho J. J. Madan.